# Zelena morawa
Zelena morawa (bułg. Зелена морава) – wieś w Bułgarii, w obwodzie Tyrgowiszte, w gminie Omurtag. Według danych szacunkowych Ujednoliconego Systemu Ewidencji Ludności oraz Usług Administracyjnych dla Ludności, 15 grudnia 2018 roku miejscowość liczyła 614 mieszkańców.